# Emília Přivřelová
Emília Přivřelová z domu Ovádková (ur. 7 grudnia 1943 w Trenczynie) – czechosłowacka lekkoatletka, biegaczka średniodystansowa.
Zajęła 4. miejsce w biegu na 800 metrów na europejskich igrzyskach halowych w 1967 w Pradze. Na kolejnych europejskich igrzyskach halowych w 1968 w Madrycie zdobyła srebrny medal w sztafecie 1+2+3+4 okrążenia (w składzie: Eva Putnová, Vlasta Seifertová, Libuše Macounová i Ovádková), a także ponownie zajęła 4. miejsce w biegu na 800 metrów. Po raz trzeci zajęła 4. miejsce w finale biegu na 800 metrów na europejskich igrzyskach halowych w 1969 w Belgradzie. Na mistrzostwach Europy w 1969 w Atenach zajęła 12. miejsce w finale biegu na 1500 metrów.
Była mistrzynią Czechosłowacji w biegu na 800 metrów w 1967 oraz w biegu przełajowym w 1962, 1972 i 1975, wicemistrzynią w biegu na 800 metrów w 1968, w biegu na 1500 metrów w 1971, 1972, 1973, w biegu na 3000 metrów w 1975 oraz w biegu przełajowym w 1964, 1965, 1966, 1967, 1973, a także brązową medalistką w biegu na 800 metrów w 1964 i 1965, w biegu na 3000 metrów w 1974 oraz w biegu przełajowym w 1963. W hali była mistrzynią Czechosłowacji w biegu na 800 metrów w 1969.
Była rekordzistką Czechosłowacji w biegu na 800 metrów (2:06,6 uzyskany 12 czerwca 1968 w Ćupriji), w biegu na 1500 metrów (4:19,0 uzyskany 19 września 1969 w Atenach) i w biegu na 3000 m (9:45,8 w 1972). Jako pierwsza zawodniczka z Czechosłowacji ukończyła w 1972 bieg maratoński z czasem 3:07:23.